# 신구추오역
신구추오역(일본어: 新宮中央駅)은 일본 후쿠오카현 가스야군 신구정에 있는 규슈 여객철도 가고시마 본선의 역이다.

## 개요
2010년에 개업했던 신구 정 내 첫 JR역이다. 현재의 훗코다이마에역은 2008년 3월까지 신구 정에 유래하는 지쿠젠신구 역을 일컬어진다. 지쿠젠신구 역은, 신구 신호장으로서 개업했던 때는 신구 정 내에 설치되었지만, 역으로 승격했던 때에 하카타 쪽으로 300m 떨어져 현행의 후쿠오카시 히가시구 와지로오카에 이전해, 신구 정 내에는 없어졌다.

## 역 구조 및 승강장
상대식 승강장 2면 2선을 가지는 지상역으로 선상 역사를 가진다. 또한, 동쪽 입구와 서쪽 입구가 마련되어, 각각에 역 앞 광장이 마련되어 있다. 규슈 교통기획이 역 업무를 행하는 업무 위탁역으로, 발권 창구가 설치되어 있다. 또한, 전후의 역 승강장은 기본적으로 상행선 쪽으로부터 1·2... (→정확히, 상행선 쪽에 역 사무실이 설치되어 있다)가, 이 역과 시시부 역은 하행선 쪽에 역 사무실이 설치되었기 때문에, 하행선 쪽이 1번이 되어 있다.
| 1 | ■ 가고시마 본선 | (하행) | 하카타 · 구루메 · 오무타 방면 |
| 2 | ■ 가고시마 본선 | (상행) | 오리오 · 고쿠라 · 모지코 방면 |

## 이용 현황
- 2010년의 승강객은 1일 평균 1,400명.

## 역 주변
- 기타큐슈 은행 신구 지점
- 미스터 도넛 신구추오 지점
- 세븐일레븐 신구추오 역점
- 훼미리마트 신구조후점
- MrMax 신구점
- 신구 정청

## 역사
- 2010년 3월 13일 : 개업.

## 인접 역
| 가고시마 본선       | 가고시마 본선 | 가고시마 본선              |
| ------------------- | ------------- | -------------------------- |
| 시시부 모지 항 방면 | ■ 보통        | 훗코다이마에 가고시마 방면 |